# 仁义乡 (珙县)
仁义乡，是中华人民共和国四川省宜宾市珙县曾经下辖的一个乡。2019年8月，撤销仁义乡和恒丰乡，将其所属行政区域划归孝儿镇管辖。

## 行政区划
仁义乡撤销前下辖以下地区：
新街社区村、仁义村、同心村、洪家村、桂香村、金银村、斯栗村、河碥村、尖峰村、高坎村、玉峰村、瓦窑村和罗家村。